# La Vengeance du doge
Pour plus de détails, voir Fiche technique et Distribution.
La Vengeance du doge (titre original : Il vendicatore mascherato) est un film franco-italien réalisé par Pino Mercanti, sorti en 1963.

## Fiche technique
- Titre original : Il vendicatore mascherato
- Titre français : La Vengeance du doge
- Réalisation : Pino Mercanti
- Pays d'origine :  Italie,  France
- Langue originale : italien
- Durée : 93 minutes
- Dates de sortie :
  - Italie : 1963[1]
  - France : 19 janvier 1966[1]
- Affiche : Jean Mascii (France)

## Distribution
- Guy Madison  (VF : Roland Menard) : Massimo Tiepolo
- Lisa Gastoni (VF : Paule Emanuele) : Elena
- Jean Claudio (VF : lui-même) : Le sénateur Marco Donato
- Nando Poggi : le compagnon de Massimo
- Vanni Materassi (VF : Serge Lhorca) : Luca Badoer
- Umberto Silvestri (VF : Lucien Bryonne)  : Benedetto
- Gastone Moschin (VF : Georges Aminel) : Le doge Pietro Gradenigo
- Ingrid Schoeller  (VF : Michele Montel) : Katarina[2]
- Nino Persello : ami de Luca
- Lucy Bomez : dame de compagnie
- Viktor Starcic : le sénateur Badoer
- Radmilo Curcic  (VF : Yves Brainville) : le capitaine
- Dina De Santis[2]